# Landkreis Uelzen
Landkreis Uelzen er en  landkreis i den nordøstlige del af tyske delstat Niedersachsen med administrationen beliggende i byen Uelzen. Landkreisen er en del af Metropolregion Hamburg.

## Geografi
Landkreisen er overordnet en del af landskabet  Lüneburger Heide på den  Nordtyske Slette. Det centrale landskab er det i   Saale-istiden dannede „Uelzener-Bevenser Becken“, der er omringet af forskellige  moræne-højderygge. 

### Nabokreise
Landkreisen grænser til (med uret fra nord): Landkreisene Lüneburg og Lüchow-Dannenberg (begge i Niedersachsen), til Altmarkkreis Salzwedel (i Sachsen-Anhalt) samt til landkreisene Gifhorn, Celle og Heidekreis (alle også i  Niedersachsen).

## Byer og kommuner
Landkreisen havde 92572  indbyggere pr.  2018-12-31

| Byer | |
| --- | --- |
| 1. Bienenbüttel (6728) 2. Uelzen, administrationsby (33614) Samtgemeinden (Kommunefællesskaber) *Administrationsby for samtgemeinde. - 1. Samtgemeinde Aue (12446) 1. Bad Bodenteich, Flecken (3783) 2. Lüder (1266) 3. Soltendieck (1004) 4. Wrestedt * (6393) - 2. Samtgemeinde Bevensen-Ebstorf (26369) 1. Altenmedingen (1481) 2. Bad Bevensen, Stadt * (9122) 3. Barum (777) 4. Ebstorf, Flecken (5316) 5. Emmendorf (704) 6. Hanstedt (921) 7. Himbergen (1702) 8. Jelmstorf (778) 9. Natendorf (739) 10. Römstedt (816) 11. Schwienau (673) 12. Weste (950) 13. Wriedel (2390) | - 3. Samtgemeinde Rosche (6629) 1. Oetzen (1160) 2. Rätzlingen (475) 3. Rosche * (1995) 4. Stoetze (591) 5. Suhlendorf (2408) - 4. Samtgemeinde Suderburg (6786) 1. Eimke (827) 2. Gerdau (1413) 3. Suderburg * (4546) |